# Ryki
Pour les articles homonymes, voir Ryki (homonymie).
Ryki (prononciation [ˈrɨkʲi])  est une ville dans la voïvodie de Lublin, dans le powiat de Ryki, située dans l'est de la Pologne. 
Elle est le siège administratif (chef-lieu) de la gmina de Ryki et du powiat de Ryki.
Ryki se situe à environ 64 kilomètres au nord de Lublin (capitale de la voïvodie) et 100 kilomètres de Varsovie capitale de la Pologne).
Sa population s'élevait à 9 989 habitants en 2011 repartie sur une superficie de 22,27 km2.

## Histoire
Au cours de la Seconde Guerre mondiale, la plupart des résidents juifs ont péri dans l'Holocauste, soit dans le Camp d'extermination de Treblinka, ou dans le camp d'extermination de Sobibor. La ville et sa région était un centre important de l'Armia Krajowa (Armée de l'Intérieur polonaise), dont ses unités ont libéré Ryki le 26 juillet 1944.

## Personnalités liées à la ville
- Paul Chytelman (1922-2016) – Survivant français de la Shoah
- Hanna Szymanderska (1944- ) – Chroniqueur, auteur de livres de cuisine
- Tomasz Ciach (1965- ) – Professeur de chimie
- Jarosław Żaczek (1967- ) – Membre du Parlement
- Wojciech Lubiński (1969- ) – Médecin pneumologue
- Monika Sosnowska (1972- ) – Artiste visuel

## Administration
De 1975 à 1998, la ville est attachée administrativement à l'ancienne Voïvodie de Biała Podlaska.

Depuis 1999, elle fait partie de la nouvelle voïvodie de Lublin.

## Coopération internationale

### Partenariat
- Biélorussie : Liakhavitchy